# Ladislav Novák
Ladislav Novák (Louny, 1931. december 5. – Ostředek, 2011. március 21.) 75-szörös csehszlovák válogatott, világbajnoki ezüstérmes cseh labdarúgó, hátvéd.

## Pályafutása

### Klubcsapatban
Szülővárosában kezdte a labdarúgást. 1950 és 1951 között a Sokol Teplice játékosa volt. 1952 és 1966 között a Dukla Praha csapatában szerepelt. Utolsó klubja, 1966 és 1968 között a LIAZ Jablonec volt.

### A válogatottban
1952 és 1966 között 75 alkalommal szerepelt a csehszlovák válogatottban és egy gólt szerzett. 1954 és 1962 között három világbajnokságon vett részt.
Csapatkapitánya volt az 1962-es chilei világbajnokságon ezüstérmet szerzett csapatnak. 1960-ban az első Európa-bajnokságon bronzérmet szerzett a csehszlovák válogatottal.

## Sikerei, díjai
- Világbajnokság
  - ezüstérmes: 1962, Chile
- Európa-bajnokság
  - bronzérmes: 1960, Franciaország